# Vukomerić
Vukomerić – wieś w Chorwacji, w żupanii zagrzebskiej, w mieście Velika Gorica. W 2011 roku liczyła 158 mieszkańców.